# Liste der Biografien/Wers
Liste der Biografien |
Portal Biografien |
Personensuche
# |
A |
B |
C |
D |
E |
F |
G |
H |
I |
J |
K |
L |
M |
N |
O |
P |
Q |
R |
S |
T |
U |
V |
W |
X |
Y |
Z |
?
 
Wa |
Wc |
Wd |
We |
Wh |
Wi |
Wj |
Wl |
Wn |
Wo |
Wr |
Ws |
Wt |
Wu |
Ww |
Wy |
Wz
 
Wea |
Web |
Wec |
Wed |
Wee |
Wef |
Weg |
Weh |
Wei |
Wej |
Wek |
Wel |
Wem |
Wen |
Weo |
Wep |
Wer |
Wes |
Wet |
Weu |
Wev |
Wew |
Wex |
Wey |
Wez
 
Wera |
Werb |
Werc |
Werd |
Were |
Werf |
Werg |
Werh |
Weri |
Werj |
Werk |
Werl |
Werm |
Wern |
Wero |
Werp |
Werr |
Wers |
Wert |
Weru |
Werv |
Werw |
Wery |
Werz
Die Liste der Biografien führt alle Personen auf, die in der deutschsprachigen Wikipedia einen Artikel haben. Dieses ist eine Teilliste mit 32 Einträgen von Personen, deren Namen mit den Buchstaben „Wers“ beginnt.

## Wers

### Wersa
- Wersäll, Claës-Axel (1888–1951), schwedischer Turner
- Wersäll, Gustaf (1887–1973), schwedischer Moderner Fünfkämpfer
- Wersäll, Ture (1883–1965), schwedischer Tauzieher

### Wersb
- Wersba, Barbara (1932–2018), US-amerikanische Autorin von Kinder- und Jugendbüchern

### Wersc
- Wersche, Dietrich (1909–1998), deutscher Unternehmer
- Werscheck, Bernd (* 1961), deutscher Volleyball- und Beachvolleyball-Trainer
- Werschik, Anatoli Moissejewitsch (1933–2024), sowjetischer und russischer Mathematiker
- Wersching, Annie (1977–2023), US-amerikanische SchauspielerinAnnie Wersching (1977–2023)

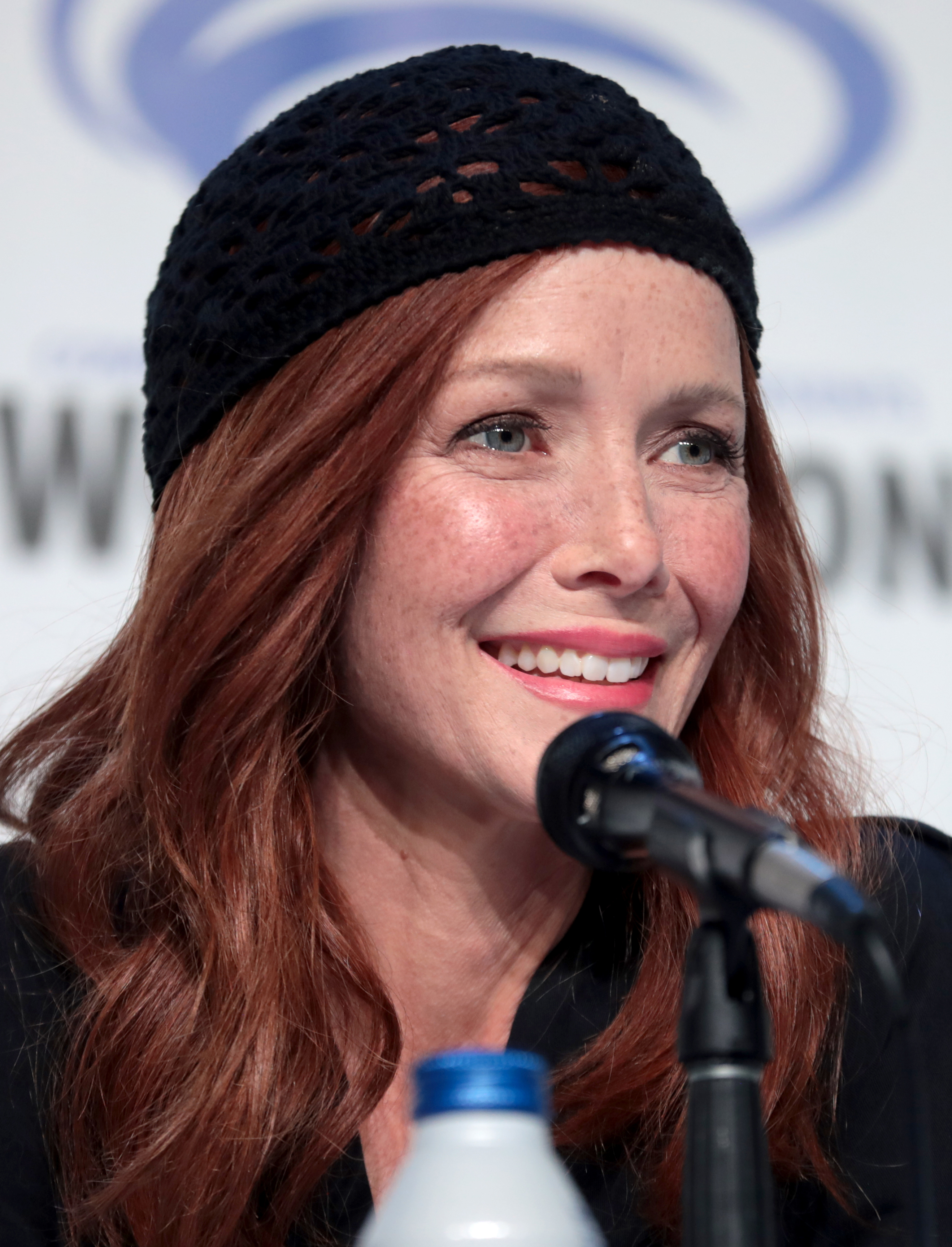
Annie Wersching (1977–2023)

- Wersching, Ray (* 1950), österreichischer American-Football-Spieler
- Werschinin, Alexander Pawlowitsch (* 1957), russischer Jurist, Hochschullehrer und Bibliotheksdirektor
- Werschinin, Konstantin Andrejewitsch (1900–1973), sowjetischer Pilot und Generaloberst
- Werschinin, Nikolai Wassiljewitsch (1867–1951), russischer Pharmakologe und Hochschullehrer
- Werschinin, Wiktor Grigorjewitsch (1928–1989), sowjetischer Radrennfahrer
- Werschner, Weslau (1940–2010), deutscher Operettensänger (Tenor)
- Werschy, Günther (1935–2024), deutscher Fußballspieler und -trainer
- Werschy, Paul (1875–1957), deutscher Architekt
- Werschynina, Wiktorija (* 1971), ukrainische Weitspringerin

### Wersd
- Wersdörfer, Heinz (1925–2023), deutscher Diplomat

### Werse
- Wersebe, Friedrich von (1784–1841), Landdrost in Aurich
- Wersebe, Hartwig von (1879–1968), deutscher Opernsänger

### Wersh
- Wershe, Richard Jr. (* 1969), US-amerikanischer DrogenhändlerRichard Wershe, Jr. (* 1969)

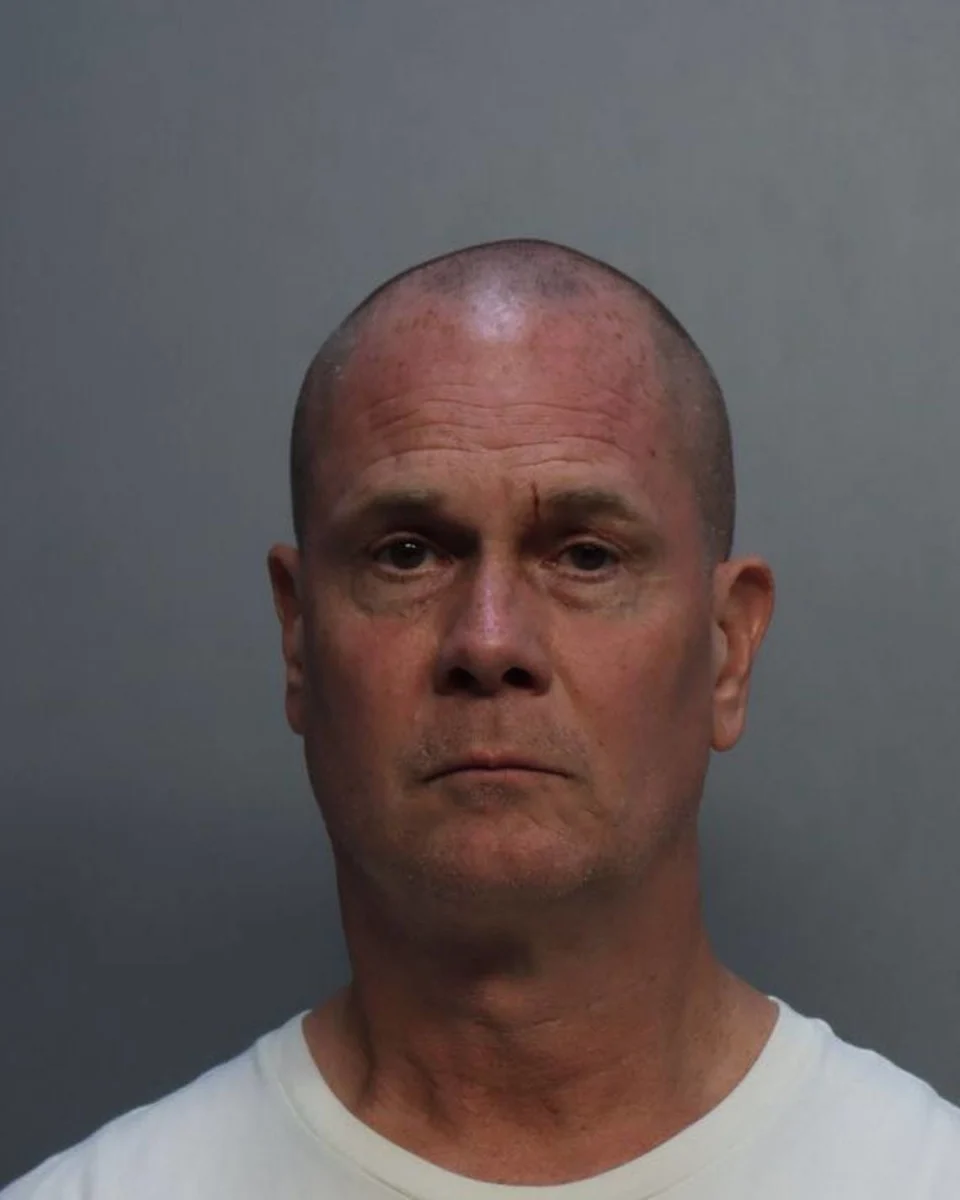
Richard Wershe, Jr. (* 1969)

### Wersi
- Wersich, Dietrich (* 1964), deutscher Politiker (CDU), MdHB
- Wersich, Ekkehart (* 1959), deutscher Politiker (CDU), MdHB
- Wersig, Bruno (1882–1970), deutscher Maler und Radierer
- Wersig, Gernot (1942–2006), deutscher Informationswissenschaftler
- Wersig, Maria (* 1978), deutsche Juristin und Sozialwissenschaftlerin
- Wersin, Herthe von (1888–1971), deutsche Kunsthandwerkerin, Grafikerin, Malerin
- Wersin, Wolfgang von (1882–1976), deutscher Architekt und Designer
- Wersin-Lantschner, Inge (1905–1997), österreichische Skirennläuferin

### Werst
- Werstler, Carl Friedrich (1723–1777), deutscher Kaufmann und Bankier
- Werstler, Rolf (* 1949), deutscher Maler und Grafiker
- Werstowski, Alexei Nikolajewitsch (1799–1862), russischer Komponist